# Leopoldinia
Leopoldinia ist eine in Südamerika heimische Palmengattung. Sie ist die einzige Gattung der Tribus Leopoldinieae. Ihre auffälligen Blattscheiden und ihr dreifächriges Gynoeceum lassen sie eindeutig von ihren nächsten Verwandten unterscheiden.

## Merkmale
Die Vertreter sind mäßig große, einzelstämmige oder in Gruppen wachsende, unbewehrte Palmen. Sie sind mehrmals blühend und einhäusig getrenntgeschlechtig (monözisch) oder selten zweihäusig getrenntgeschlechtig (diözisch). Der Stamm ist aufrecht und mit den Fasern der abgestorbenen Blattscheiden bedeckt. Später wird er kahl. Der Stamm erreicht Höhen von 2 bis 10 m. Die Internodien sind kurz und tragen an der Stammbasis zahlreiche Adventivwurzeln.
Die Chromosomenzahl ist unbekannt.

### Blätter
Die Blätter sind gefiedert und verbleiben nach dem Absterben an der Pflanze (Marzeszenz). Die Blattscheide besitzt gegenüber dem Blattstiel eine dreieckige, Ligula-artige Verlängerung. Die Blattscheide ist dicht behaart. Sie vergrößert sich und trocknet zu einem Netz aus breiten, flachen Fasern, wobei die Ränder ganz bleiben; oder sie zerfallen komplett zu sehr langen, schwarzen Faserbündel, piassava genannt, die am Stamm herabhängen und diesen verdecken. Der Blattstiel ist deutlich ausgeprägt, je nach Art wird er 31 bis 150 cm lang. Die Oberseite ist abgeflacht oder konvex, die Unterseite ist rundlich oder kantig. Der Stiel trägt zahlreiche, hinfällige Schuppen. Die Rhachis ist länger als der Stiel, je nach Art 48 bis 330 cm lang. Sie ist an der Oberseite kantig, an der Unterseite rundlich oder abgeflacht und beschuppt wie der Stiel. 
Die Fiederblättchen sind einfach gefaltet, linealisch, spitz oder mit kurzem zweiteiligem Ende. Je nach Art gibt es 12 bis 65 Fiederblättchen je Blattseite. Sie sind regelmäßig angeordnet, an der Oberseite kahl, an der Unterseite entlang der Rippen behaart.

### Blütenstände
Die Blütenstände stehen zwischen den Blättern (interfoliar), einzeln und sind wesentlich kürzer als die Blätter. Sie sind vierfach verzweigt und als Ganzes dicht braun behaart. Die männlichen Blütenstände wechseln sich mit weiblichen ab; oder die unteren blütentragenden Teilblütenstände tragen weibliche und die oberen männliche Blüten; oder jede blütentragende Achse (Rachilla) trägt unten weibliche und oben männliche Blüten. Selten sind die Pflanzen diözisch. 
Der Blütenstandsstiel ist lange, teilweise von den Blattscheiden des Tragblattes verdeckt und im Querschnitt schmal mondsichelförmig. Das Vorblatt setzt deutlich über der Basis an, ist röhrig, im Umriss schmal elliptisch, zweiflügelig, eher häutig, und reißt während der Entwicklung entlang der gesamten Länge auf. Es verbleibt nur ein niedriger häutiger Kragen. Es gibt ein Hochblatt an der Blütenstandsachse, dieses ähnelt dem Vorblatt und fällt ebenfalls früh ab. Die Blütenstandsachse ist meist deutlich kürzer als der Stiel. Die Seitenachsen erster Ordnung sind meist recht schlank, jede steht in der Achsel eines sehr kleinen, häutigen dreieckigen Tragblattes. Die Seitenachsen zweiter, dritter und vierter Ordnung sind schlank.

### Blüten
Die männlichen Blüten sind sehr klein, annähernd kugelig und besitzen eine gestreifte, steife Brakteole. Die drei Kelchblätter sind frei, rundlich, gestreift und imbricat. Die drei Kronblätter sind frei, valvat, dreieckig-eiförmig, und an der adaxialen Seite zeichnen sich die Eindrücke der Antheren ab. Die sechs Staubblätter sind sehr klein, ihre Filamente sind sehr kurz und nur an der Basis miteinander verbunden. Sie sind eher breit, an der Spitze etwas eingebogen. Die Antheren sind im Umriss oval und öffnen sich latrors. Das Stempelrudiment ist fassförmig. Der Pollen ist ellipsoidisch und leicht asymmetrisch. Die Keimöffnung ist ein distaler Sulcus. Die längste Achse misst 21 bis 26 µm. 
Die weiblichen Blüten sind größer als die männlichen. Die drei Kelchblätter sind frei, imbricat, rundlich und tragen eine Haube. Die Ränder sind gezähnt. Die drei Kronblätter sind frei und valvat. Die sechs Staminodien sind frei, sehr klein, kurz und flach. Das Gynoeceum ist dreifächrig mit drei Samenanlagen, annähernd pyramidenförmig. Die drei Narben sind eher verdeckt und sitzend. 

### Früchte und Samen
Die Früchte sind zur Reife stumpf rot, eiförmig, seitlich leicht abgeflacht, oder sie sind linsenförmig oder scheibenförmig. Die Früchte sind einsamig und entwickeln sich aus einem einzigen Fruchtblatt. Die Blütenhülle verbleibt an der reifen Frucht, ebenso Narbenreste und die Reste der sterilen Fruchtblätter. Das Exokarp ist glatt, das Mesokarp besteht aus mehreren netzförmigen Systemen von dicken, anatomosierenden Fasern eingebettet in ein fleischiges Parenchym. Die Fasern werden zur Mitte der Frucht hin zahlreicher und dichter. Das Endokarp ist dünn und an der Innenseite glatt.
Der Samen ist rundlich oder linsenförmig. Er sitzt gegenüber dem Narbenrest. Ein vertikaler Nabel (Hilum) verläuft an einer der seitlichen Flächen. Das Endosperm ist homogen. Der Embryo sitzt subbasal.

## Verbreitung und Standorte
Beide Arten der Gattung kommen im Amazonasbecken vor: West-Brasilien, Amazonisch-Kolumbien und südliches Venezuela. Alle Arten sind auf tiefliegende, regelmäßig überschwemmte tropische Regenwälder beschränkt. Spruce (1871) gibt für Leopoldinia pulchra und Leopoldinia major Ufer von Schwarzwasserflüssen und felsige Inseln als Standorte an, für Leopoldinia piassaba tiefe, sandige Flächen. 

## Systematik
Die Gattung Leopoldinia Mart. wird innerhalb der Familie Arecaceae in die Unterfamilie Arecoideae gestellt und bildet alleine die Tribus Leopoldinieae. Die Monophylie der Gattung wurde noch nicht untersucht. Die systematische Stellung der Tribus innerhalb der Arecoideae ist unsicher. Sie wird zwar innerhalb der Arecoideae immer der Kerngruppe (core arecoid clade) zugeordnet, ihre genaue Stellung ist aber noch offen.
In der World Checklist of Selected Plant Families der Royal Botanic Gardens, Kew, werden folgende Arten anerkannt:
- Leopoldinia piassaba Wallace
- Leopoldinia pulchra Mart.

Leopoldinia wurde 1824 von Carl Friedrich Philipp von Martius in Historia Naturalis Palmarum Band 2, Seite 58  erstbeschrieben. Typusart ist Leopoldinia pulchra. Die Gattung wurde nach Maria Leopoldine von Österreich, Erzherzogin von Österreich und Kaiserin von Brasilien (1797–1826), benannt.  Ihr Vater, Franz I. von Österreich, hatte eine Expedition nach Brasilien finanziert, während welcher Martius auch Palmen aufsammelte.
Martius hatte vom Amazonas zwei Arten beschrieben, Leopoldinia pulchra und Leopoldinia insignis. Die Beschreibung der zweiten Art beruht jedoch auf der Vermischung von Pflanzenteilen von zwei Arten. Leopoldinia insignis wurde 1995 von Henderson zu einem Synonym von Leopoldinia pulchra erklärt.
Zwei weitere Arten wurden 1853 von Alfred Russel Wallace vom Rio Negro beschrieben, Leopoldinia major und Leopoldinia piassaba. Die Beschreibungen beruhten nicht auf Herbarmaterial, und sie beinhalten wenige botanische Details. Leopoldinia piassaba ist aufgrund der auffälligen Blattscheiden-Fasern eindeutig zu identifizieren. Die beiden anderen Arten, Leopoldinia pulchra und Leopoldinia major wurden jedoch häufig verwechselt.
Spruce führte sie 1869 als getrennte Arten und gab ihnen detaillierte Beschreibungen. Ihm folgte Drude 1881 in der ersten Gattungsrevision. Wessels Boer erkannte nur Leopoldinia major und Leopoldinia piassaba als Arten an. Bei Kubitzki 1991 und Henderson 1995 waren es wieder drei Arten. Henderson trennte Leopoldinia major und Leopoldinia pulchra anhand der Fruchtgröße und -form, Fiederblättchenmerkmalen, Stammclustern und Blattscheiden. Guánchez 1997 anerkannte drei Arten, während Guánchez und Romero 1995 an den potentiellen Standorten von L. major in Venezuela keine Pflanzen dieser Art finden konnten und die vorhandenen Exemplare L. pulchra zuordneten.
An neueren Werken anerkennen Leopoldinia major als eigene Art Govaerts und Dransfield in ihrer World Checklist of Palms (2005), Hokche, Berry, und Huber im Nuevo Catálogo de la Flora Vascular de Venezuela (2008), und Lorenzi, Noblick, Kahn und Ferreira in Brazilian Flora Arecaceae (Palms) (2010). Als Synonym von Leopoldinia pulchra führen die Art Bernal und Rodrigo (2010) und Govaerts in der World Checklist of Selected Plant Families.